# Evolução da ovulação oculta em humanos
A ovulação oculta ou o estro oculto em uma espécie é a falta de qualquer mudança perceptível, como na aparência ou no cheiro, em uma fêmea adulta quando ela está fértil e perto da ovulação. Diferentemente de outros primatas, a exemplo de babuínos, chimpanzés e bonobos, as fêmeas humanas não apresentam sinais perceptíveis durante a fase fértil.

## Ovulação em humanos
A ovulação ocorre durante um curto período dentro do ciclo menstrual, por volta do décimo quarto dia do ciclo, porém essa estimativa pode variar muito em pessoas com ciclos mais curtos ou mais longos. Durante este período, há um pico dos hormônios luteinizante (LH) e folículo estimulante (FSH), além de um aumento de estradiol logo antes da ovulação. Esses hormônios são essenciais para o crescimento folicular final, principalmente o LH, pois mesmo com altas doses de FSH, não há ovulação sem LH. Sob ação desses hormônios, a cápsula do folículo é dissolvida por meio da ação de enzimas proteolíticas, ocorre angiogênese na parede do folículo e vasodilatação por ação de prostaglandinas. Esses fenômenos contribuem para a dilatação do folículo e degeneração do estigma (pequena área no centro da cápsula folicular), levando a liberação do ovócito secundário, que só se torna de fato óvulo quando é fecundado.
Apesar de ocorrerem diversas mudanças fisiológicas hormonais, pouquíssima ou nenhuma mudança externa perceptível acontece.

## Estro e comportamento reprodutivo em primatas não humanos

### Chimpanzés
Em chimpanzés fêmeas, a fase fértil é sinalizada a partir do inchaço da vulva, mudança de sua coloração, e produção de sinais olfativos - como feromônios, que atraem os machos. Ao contrário dos humanos, em que a genital feminina é oculta entre as pernas, essa genital em chimpanzés é facilmente observável na parte traseira do corpo e, quando apresenta o inchaço característico do cio, pode chegar a ter o tamanho de uma bola de futebol. Nesse sentido, como descrito por Franz de Waal  ao observar chimpanzés e bonobos em zoológicos e ambientes naturais, as fêmeas com o inchaço genital não conseguem se sentar normalmente, de modo que alternam seu peso entre os dois lados da bacia; elas aprendem a conviver com esses apêndices durante a adolescência, quando eles se tornam maiores a cada ciclo menstrual. 
Por sua vez, o comportamento sexual de chimpanzés envolve a escolha de um parceiro temporário, ou seja, a fêmea permanece com o macho escolhido apenas por algumas semanas e então quebra essa união. Apesar de cada fêmea no cio copular com vários machos, apenas o macho dominante copula durante o pico do estro, que coincide com a ovulação. Nesse grupo, a relação sexual é ligada a várias trocas, especialmente de comida. 

### Bonobos
As fêmeas bonobos também apresentam o inchaço genital, com mudança de cor e produção de odor. Entretanto, diferente de chimpanzés, este inchaço ocorre mesmo quando as fêmeas não estão férteis, como durante a gravidez e a lactação. Assim, uma fêmea chimpanzé passa 5% de sua vida com a genital inchada, enquanto para bonobos essa taxa é de 50%. Ademais, a atividade sexual dos bonobos é frequente durante todo o ciclo, exceto durante a curta menstruação. 
As diferenças fisiológicas do cio de fêmeas bonobos e chimpanzés têm diversas implicações no comportamento sexual desses grupos. Por exemplo, pelo fato da atividade sexual e do inchaço genital estarem desconectados do período fértil em bonobos, a paternidade se torna muito mais incerta, o que poderia explicar a ausência de relatos de infanticídio em bonobos, tanto em ambientes naturais, quanto em zoológicos. Em contrapartida, infanticídios são comuns em outros grupos de primatas, como gorilas e chimpanzés. 
O infanticídio é considerado um dos fatos chave na evolução social, opondo machos contra machos e machos contra fêmeas. Nesse viés, existem diversos relatos em espécies de comportamento social, a exemplo de lobos, chimpanzés e até mesmo humanos, nos quais o macho, ao invadir um novo território, mata os filhotes que as fêmeas tiveram com outros machos, a fim de garantir a viabilidade da sua própria prole. Nessa perspectiva, a desassociação de características físicas visíveis ao período fértil poderia ter evoluído devido a uma maior possibilidade de sobrevivência dos filhotes, sendo considerada uma defesa feminina contra o infanticídio. Desse modo, ao aceitarem avanços de múltiplos parceiros, as fêmeas bonobos fazem com que os machos tenham dificuldade em distinguir quais filhotes são de sua prole. 
Além disso, é possível destacar duas similaridades entre a ovulação e o comportamento sexual de humanos e bonobos. Em primeiro lugar, a ovulação não é acompanhada de indícios físicos específicos - em humanos não existem sinais detectáveis e em bonobos o sinal é expresso muito além da fase ovulatória. Em segundo lugar, as fêmeas de ambas espécies são sexualmente ativas durante todo o ciclo menstrual, não somente na fase fértil. Por outro lado, existem também duas diferenças marcantes: as fêmeas humanas não apresentam inchaço genital e o comportamento sexual humano ocorre entre um grupo mais restrito de parceiros do que em bonobos. Devido a essas e outras diferenças, o estudo evolutivo da sexualidade humana não pode partir somente de comparações com outros primatas, e requer estudos arqueológicos e antropológicos próprios. 

### Orangotangos
Os orangotangos de Sumatra (Pongo pygmaeus) são comumente descritos como solitários, já que costumam se deslocar, buscar alimento e dormir sozinhos. Diferente de chimpanzés e gorilas e de maneira similar a humanos, a fase de maior fertilidade das fêmeas - o estro - não é sinalizada de forma notável. Essa característica é apontada como um possível facilitador da escolha de parceiros por parte das fêmeas. 

## Hipóteses evolutivas para o ocultamento da ovulação
Em contraste com muitos outros primatas, mulheres não apresentam sinais notáveis durante a fase fértil. Apesar de alguns estudos identificarem picos de propensão e receptividade à atividade sexual durante a ovulação, essa mudança é muito sutil quando em comparação às mudanças comportamentais e fisiológicas extremas observadas em chimpanzés e gorilas. O substrato evolutivo para esse fenômeno é tópico de debate entre a comunidade científica e várias hipóteses evolutivas para a perda do estro podem ser encontradas na literatura. Assim, não é consenso se essa modificação se deve a alguma forma de seleção sexual, ou se é um subproduto do bipedalismo humano, fazendo com que a vulva feminina permaneça oculta entre as pernas. 

### Hipótese do envolvimento paternal
A hipótese do envolvimento paternal, proposta por Alexander e Noonan (1978), é frequentemente sugerida por cientistas como uma das vantagens da ovulação oculta. Essa hipótese parte da suposição de que os ancestrais dos hominídeos viviam em bandos nos quais fêmeas e machos copulavam aleatoriamente, mas que seria de interesse da fêmea formar um relacionamento afiliativo e duradouro com certos machos, para que auxiliassem no cuidado da prole. Dessa forma, a perda da sinalização da fase fértil e a receptividade à atividade sexual presente em todo o ciclo menstrual tornariam a paternidade mais incerta, o que influenciaria os machos a copularem com a mesma fêmea e se assegurarem de que ela não estaria copulando com outros machos. Para as fêmeas, isso poderia ser um vantagem, dado que os machos estariam mais presentes e poderiam auxiliar na criação da prole. A atividade sexual constante intensificaria ainda mais esse vínculo. 
Schröder  resume as diferentes variações da hipótese de envolvimento paternal e descreve a modificação interessante proposta por Strassmann em 1981. Ela propõem que a ovulação oculta aumentou as vantagens associadas ao cuidado paternal efetuado por machos subordinados, devido ao aumento na confiança de sua paternidade. É argumentado que os machos dominantes, por definição, apresentam mais sucesso em assegurar acasalamento com as fêmeas durante sua fase fértil. Enquanto isso, os machos subordinados, que apresentam menos sucesso em copular com múltiplas fêmeas, se dedicam mais ao cuidado paternal, porque eles tem mais certeza de sua prole. Os machos subordinados são capazes de evitar que suas parceiras copulem com outros machos de baixo status, mas não conseguem impedir que elas copulem com os machos de alto status. Entretanto, se as fêmeas que não sinalizam a sua ovulação forem suficientemente não atraentes para os machos dominantes, os machos subordinados ganham uma maior confiança de paternidade. Em suma, segundo este modelo, as fêmeas que não sinalizam a ovulação não conseguem atrair os machos dominantes, e acabam copulando com um macho subordinado, que monopoliza esta fêmea e cuida de sua prole. A vantagem para a fêmea está em receber o cuidado paternal de sua prole. O macho por sua vez, além de garantir uma maior confiança de paternidade, também consegue copular sem a competição com o macho dominante. 
Apesar das variações entre os diferentes hipóteses, todas elas partem das mesmas duas suposições: (1) os hominídios viviam em comunidades de multiplos machos e com cruzamentos promíscuos quando ocorreu a evolução da ovulação oculta e que (2) é do interesse das fêmeas de mantes vínculos duradouros com certos machos que auxiliam no cuidado das crianças. O primeiro pressuposto não é confirmado, e é igualmente provável que os hominídeos viviam em grupos de múltiplas fêmeas e um macho. Já a segunda suposição tem como base de que o investimento paternal é uma regra em estruturas sociais monogâmicas, enquanto que o investimento paternal é baixo ou inexistente em sistemas de acasalamento promíscuo. Entretanto, esse padrão não é uma regra, e existem casos na natureza que invertem esta lógica. 

### Hipótese do infanticídio reduzido
Ao contrário dos defensores da hipótese de envolvimento paternal, a hipótese do infanticídio reduzido, proposta por Hrdy assume que a ovulação oculta confunde a paternidade. Um resultado de confundir a paternidade seria a redução do infanticídio, já que os machos não seriam mais capazes de seletivamente matar a prole de outros machos. Um aspecto relevante desta hipótese é de que ela liga diretamente a oclusão da ovulação com o sucesso reprodutivo das fêmeas. Esta hipótese tem o apoio de Sillen-Tullberg e Moller (1993), que estimam que os sinais visuais de ovulação desapareceram em primatas que vivem em contextos não monogâmicos de forma muito mais frequente do que os primatas que vivem em monogamia.
Independentemente de o infanticídio reduzido ser a força seletiva por trás da oclusão da ovulação, ele é apontado por outros autores como um dos resultados da confusão de paternidade causada pela redução de sinalização de estro. Por exemplo, de Waal aponta que esta pode ser uma das explicações por trás da falta de relatos de infanticídios em bonobos. Os bonobos, ao contrário dos chimpanzés, apresentam o inchaço da genital feminina por um período muito mais amplo do que a fase fértil; assim, o sinal contínuo acaba confundindo o estro. Esta "oclusão da ovulação", associada a um comportamento sexual contínuo e promíscuo das fêmeas, que copulam com múltiplos machos, acaba confundindo a paternidade de sua prole. Sem a garantia de paternidade, o infanticídio é reduzido. 

### Hipótese do vínculo social
Vários teóricos assumem que a diminuição gradual da sinalização do estro, associada com a receptividade sexual contínua, facilitou a manutenção de relacionamentos, que não eram mais interrompidos pelos periodos de agressão e competição estimulado pelas fêmeas no cio.  Por exemplo, alguns pesquisadores especulam que, como os machos não estavam mais competindo pelo acesso de fêmeas férteis, a tensão do grupo seria reduzida e tornaria a cooperação mais provável.  Entretanto, esta teoria do vínculo social é frequentemente rejeitada por uma série de motivos, a exemplo de Hill (1982), o qual argumenta que esta hipótese implica que a seleção natural estaria agindo em um nível maior do que o individual, ou seja, à nível do grupo, e que isto representa uma série de dificuldades. 

### Hipótese do sexo e recompensa
A hipótese do sexo e recompensa, proposta por Symons (1979) e Hill (1982) assume que os hominídeos viviam em comunidades de múltiplos machos e fêmeas e com cruzamento promíscuo, similar a organização social dos chipanzés. Nesta hipótese é suposto que os machos caçadores traziam carne para as fêmeas em troca de sexo. As fêmeas então teriam continuamente mimetizado o sinal de estro, de forma a obter mais carne dos machos caçadores. Assim, com o sinal contínuo de estro, os machos não eram mais capazes de detectar a ovulação. De acordo com Hill, existem amplos relatos etnográficos de que os machos humanos frequentemente trocam carne por sexo. Um contra-argumento para esta hipótese é de que não existe nenhuma prova de que os hominídios viviam em comunidade de múltiplos machos e cruzamento promíscuo.  

### Hipótese da traição
Benshoof e Thornhill (1979) propuseram a hipótese de que a ovulação se tornou oculta após a monogamia ser estabelecida em Homo erectus. De acordo com os autores, a monogamia humana teria se desenvolvido a partir da poliginia promícua de Austrulopithecus afarensis, porque a prole mais dependente de cuidado parental teria resultado em uma tendência evolutiva de seleção de envolvimento paternal, associada a monogamia. A partir desta inferência, os autores assumem que a vantagem de ocultar a ovulação é que isto facilitou a "traição" por parte das fêmeas. Ou seja, fêmeas que não sinalizavam o estro eram menos monitoradas pelos seus parceiros, e tinham mais facilidade de copular com outros parceiros que poderiam ser geneticamente superiores ao parceiro original. Assim, as fêmeas que não sinalizam o estro teriam uma vantagem adaptativa, de poder produzir uma prole com maior diversidade genética. E mesmo com esses cruzamentos, elas ainda obteriam o auxílio paternal no cuidado de sua prole, já que seu parceiro não teria motivos para duvidar de sua paternidade. Um aspecto importante desta hipótese é que ela enfatiza a escolha feminina. Entretanto, é possível questionar de a poliginia promíscua era o sistema de acasalamento de  Australopithecus afarensis, e também não é possível afirmar se o sistema monogâmico se desenvolveu nos Homo erectus. 

### Hipótese da cópula clandestina
Uma alternativa a hipótese da traição é a hipótese da cópula clandestina, proposta por Shoröder. Esta hipótese se assemelha com a hipótese da traição, já que também propõem que a oclusão do sinal do estro permite que as fêmeas copulem de forma secreta, com machos que não sejam seu parceiro. Entretanto, ao contrário do que foi proposto por Benshoof e Thornihill, a hipótese de Shoröder não parte do pressuposto de que os hominídeos viviam em sociedades monogâmicas. Pelo contrário, o modelo que baseia esta hipótese é de uma organização social de um macho dominantes, que copula com várias fêmeas, e convive com machos subordinados que auxiliam na caça de alimentos e proteção do grupo. 
Segundo o autor desta hipótese, a evidência fóssil de que os hominídios primitivos apresentavam um dimorfismo sexual marcante indica uma sociedade de um macho dominante, uma vez que o aumento corporal dos machos é geralmente uma característica que indica uma competição intensa entre machos para controlar o acesso as fêmeas. Ademais, é argumentado que o sistema atual de acasalamento humano é de poliginia moderada, mas certamente não é de promiscuidade. 
A oclusão do sinal da ovulação permite a cópula clandestina. A cópula clandestina, além de fornecer a vantagem de uma maior gama de parceiros para as fêmeas, ela também reduziu o risco de infanticídio, a partir da formação de alianças com outros machos subordinados. Ademais, esta mudança no comportamento de cópula pode ter resultado em outros efeitos para a organização social humana. Ela provavelmente favoreceu o desenvolvimento de vínculos entre machos que copulam secretamente com as fêmeas, que podem fornecer comida para estas fêmeas e auxiliar na proteção da prole. Ademais, a possibilidade de machos subordinados de copularem pode ter sido um incentivo para que eles não buscassem outros grupos, e permanecessem na comunidade em que eles não eram o dominante. Essa permanência de machos subordinados pode ter ajudado na proteção do grupo contra predadores, o que posteriormente evoluiu para cooperação intensa entre machos. 

### Outras hipóteses
Nancy Burley (1979), apresentou um argumento alternativo de que as mulheres que tinham conhecimento do sua fase fértil poderiam ter ativamente evitado a cópula perto deste periódo, de forma a evitar a dor e os riscos associados a gravidez e ao parto, e também de reduzir os custos de cuidar de uma criança. Assim, com o aumento da cognição dos hominídios sobre a reprodução, seria provável que as fêmeas evitassem copular quando estivessem no estro, sendo esse estro sinalizado. Deste modo, as mulheres sem um conhecimento da fase fértil, por conta da perda de sinais perceptíveis da ovulação podem ter tido mais chance de gerar descendentes, levando a seleção de uma ovulação oculta. 

## Ovulação oculta e bipedia
Um dos efeitos colaterais do bipedalismo pode ter sido o desaparecimento do inchaço anogenital feminino, isso significa que a locomoção bípede pode ter causado tal redução até seu desaparecimento. Diversos fatores podem ter contribuído para isso, a exemplo da postura ereta que modificou a posição dos genitais externos femininos, ocultando-os entre as pernas, dessa forma, o inchaço se tornou inútil como sinalização. Outro aspecto que pode ter corroborado para isso seria a linha de visão dos machos sobre os genitais femininos, que já não eram mais visíveis. 
Apesar da evolução da bipedia ter sido um processo longo, a seleção natural pode ter favorecido aquelas que não tinham problemas de locomoção bípede associada ao inchaço anogenital. Além disso, mudanças de ambiente também podem ter interferido, visto que um ambiente mais aberto acarretaria no aumento da densidade populacional que, por sua vez, promoveria a perda de função do inchaço - não haveria necessidade de sinalização a longas distâncias. Nesse mesmo viés, devido à pressão seletiva, o aumento da reserva energética por meio de tecido adiposo pode ter substituído o inchaço sexual - sensível ao estrogênio - por esse tipo de tecido. 
Apesar disso, a perda de funcionalidade não resulta necessariamente no desaparecimento do recurso se o custo for insignificante para mantê-lo, a exemplo dos órgãos vestigiais, como o apêndice no H. sapiens atual. Isso significa que o inchaço aumentava o peso da fêmea, consequentemente, aumentava o custo energético da locomoção. 

## Hipótese alternativa: a ovulação oculta como característica primitiva
Os modelos de evolução do comportamento sexual humanos geralmente apontam a perda do estro como um dos eventos mais importantes da evolução humana. As hipóteses que explicam a evolução da ovulação oculta geralmente assumem que as mulheres humanas são únicas entre os primatas ao apresentar receptividade sexual contínua, e nenhum sinal evidente de ovulação. Entretanto, a reinterpretação do comportamento sexual de muitos primatas levou os primatologistas a questionarem a singularidade da sexualidade humana. Por exemplo, Andelman (1987), observa que, pela ovulação oculta ser tão rara, foi incorretamente suposto que ela é única em fêmeas humanas, entretanto ela também ocorre em algumas outras espécies de primatas. Steklis e Whiteman (1989) propoem que uma das principais razões para a visão persistente de que a perda do estro é uma característica única da espécie humana, é de que ela justificaria uma expressão de um comportamento sexual menos influenciado por hormônios e mais sujeito a fatores cognitivos e sociais. Mesmo assim, eles adicionam que independentemente da ovulação oculta ser uma particularidade humana ou não, ela deve ser levada em conta, junto com a receptividade sexual contínua, para a interpretação da evolução humana recente. 
Um modelo alternativo para explicar a ovulação oculta é a interpretação de que esta característica é primitiva entre os hominídios, e não uma característica derivada. Ou seja, não foi a ovulação oculta que evoluiu entre os ancestrais dos hominídios, mas foi a ovulação sinalizada que evoluiu em outras espécies de primatas.  Tanto que de Waal destaca a possibilidade de que o inchaço genital de chipanzés e bonobos pode muito bem ser uma adaptação própria do gênero Pan. Ou seja, é possível que a característica primitiva do ancestral comum entre hominídeos e o gênero Pan (que inclui chipanzés e bonobos) seja de uma sinalização do estro mais sutil. O aumento do inchaço genital pode ser uma adaptação mediada por seleção sexual que ocorreu nos animais do gênero Pan, após a diversificação dos hominídeos.  Ademais, como muitas espécies de primatas, incluindo alguns grandes símios, não revelam o momento da ovulação, existe a possibilidade de que os chipanzés evoluiram esta sinalização a parte dos outros primatas.   

## Controvérsias: comportamento sexual em humanos
Não é consenso na comunidade científica que a ovulação em humanos seja completamente oculta. Em oposição a essa ideia, Weekes-Shackelford e Shackelford  defendem que as pressões seletivas que favorecem a ocultação da ovulação pelas mulheres, combinadas a mecanismos para detectar o status de fertilidade pelos homens, podem ter resultado no fenômeno da ovulação semi-oculta.
Essa ideia é corroborada por diferenças no comportamento e na motivação sexual de mulheres em diferentes fases do ciclo menstrual, visto que algumas evidências indicam que os encontros sexuais aumentam e são mais propensos a serem iniciados por mulheres em torno da ovulação.  A ovulação também está associada a um aumento no desejo, na auto estimulação sexual e na busca pelo orgasmo, em comparação a outras fases do ciclo menstrual.  O maior desejo pelo orgasmo, em específico, pode ter implicações importantes se, como sugere Zervomanolakis e colegas , o orgasmo aumenta a probabilidade de concepção. Ademais, as mulheres também se sentem mais atraentes perto do momento da ovulação. 
Portanto, ao contrário da ideia de que as mulheres desenvolveram a capacidade de ocultar a ovulação de si mesmas e de outras, os sinais de pico de fertilidade podem simplesmente ser menos evidentes do que em alguns outros primatas. Além disso, as atitudes em relação à tomada de risco podem diminuir na ovulação , o que sugere que as mulheres alteram seu comportamento para evitar estupro e possível gravidez por machos indesejados, embora um estudo tenha constatado que o estupro não é menos frequente durante a fase ovulatória do ciclo menstrual. 
Tomados em conjunto, esses achados indicam um aumento na motivação sexual associado ao pico de fertilidade que é acompanhado por uma diminuição nos comportamentos que podem levar a um emparelhamento prejudicial. 
No entanto, vale ressaltar que pistas para a fertilidade humana ao longo do ciclo menstrual são muito sutis, indicando que sinais óbvios de fertilidade que atrairiam atenção indiscriminada, potencialmente fariam com que os machos dominantes monopolizassem as mulheres férteis e restringissem ou eliminassem a escolha feminina. 
1. ↑  Guyton, A. C. (2017). Tratado de Fisiologia Médica. [S.l.]: Elsevier. pp. 2989–2993
2. 1 2 3 4 5 6 7 8  de Waal, Frans (2005). «Sex». Our Inner Ape. [S.l.]: Penguin Books
3. ↑  COHEN, Claudine. Sex, reproduction, and scenarios of human evolution. Rethinking human evolution, v. 21, p. 335, 2018.
4. ↑  Jeffery, Austin John; Shackelford, Todd K.; Zeigler-Hill, Virgil; Vonk, Jennifer; McDonald, Melissa (março de 2019). «The Evolution of Human Female Sexual Orientation». Evolutionary Psychological Science (em inglês) (1): 71–86. ISSN 2198-9885. doi:10.1007/s40806-018-0168-2. Consultado em 12 de julho de 2022
5. 1 2 3 4 5 6 7 8 9 10  Schoröder, Inge (novembro de 1993). «Concealed ovulation and clandestine copulation: a female contribution to human evolution». Ethology and Sociobiology (em inglês) (6): 381–389. doi:10.1016/0162-3095(93)90026-E. Consultado em 12 de julho de 2022
6. 1 2 3 4  Laland, Kevin N.; Brown, Gillian R. (2002). Sense and Nonsense: Evolutionary Perspectives on Human Behaviour. [S.l.]: OXFORD UNIVERSITY PRESS. pp. 12–14
7. 1 2 3  Pawłowski, Bogusław (junho de 1999). «Loss of Oestrus and Concealed Ovulation in Human Evolution». Current Anthropology (3): 257–276. ISSN 0011-3204. doi:10.1086/200017. Consultado em 15 de julho de 2022
8. ↑  Horst D. Steklis, Catherine H. Whiteman, Loss of estrus in human evolution: Too many answers, too few questions, Ethology and Sociobiology, Volume 10, Issue 6, 1989, Pages 417-434, ISSN 0162-3095, https://doi.org/10.1016/0162-3095(82)90037-1.
9. 1 2  Weekes-Shackelford, Viviana A.; Shackelford, Todd K., eds. (2014). Evolutionary Perspectives on Human Sexual Psychology and Behavior. Col: Evolutionary Psychology. New York, NY: Springer New York
10. ↑  Adams, David B.; Gold, Alice Ross; Burt, Anne D. (23 de novembro de 1978). «Rise in Female-Initiated Sexual Activity at Ovulation and Its Suppression by Oral Contraceptives». New England Journal of Medicine (21): 1145–1150. ISSN 0028-4793. doi:10.1056/nejm197811232992101. Consultado em 15 de julho de 2022
11. ↑  MATTEO, S (setembro de 1984). «Increased sexual activity during the midcycle portion of the human menstrual cycle». Hormones and Behavior (3): 249–255. ISSN 0018-506X. doi:10.1016/0018-506x(84)90014-x. Consultado em 15 de julho de 2022
12. ↑  Stanislaw, Harold; Rice, Frank J. (dezembro de 1988). «Correlation between sexual desire and menstrual cycle characteristics». Archives of Sexual Behavior (6): 499–508. ISSN 0004-0002. doi:10.1007/bf01542338. Consultado em 15 de julho de 2022
13. ↑  Harvey, S.Marie (janeiro de 1987). «Female sexual behavior: Fluctuations during the menstrual cycle». Journal of Psychosomatic Research (1): 101–110. ISSN 0022-3999. doi:10.1016/0022-3999(87)90104-8. Consultado em 15 de julho de 2022
14. ↑  Regan, Pamela C. (20 de abril de 2015). «Desire, sexual». Oxford, UK: John Wiley & Sons, Ltd. The International Encyclopedia of Human Sexuality: 291–294. Consultado em 15 de julho de 2022
15. ↑  Zervomanolakis, I.; Ott, H.W.; Müller, J.; Seeber, B.E.; Friess, S.C.; Mattle, V.; Virgolini, I.; Heute, D.; Wildt, L. (maio de 2009). «Uterine mechanisms of ipsilateral directed spermatozoa transport: Evidence for a contribution of the utero-ovarian countercurrent system». European Journal of Obstetrics & Gynecology and Reproductive Biology: S45–S49. ISSN 0301-2115. doi:10.1016/j.ejogrb.2009.02.012. Consultado em 15 de julho de 2022
16. ↑  Schwarz, Sascha; Hassebrauck, Manfred (julho de 2008). «Self-perceived and observed variations in women's attractiveness throughout the menstrual cycle—a diary study». Evolution and Human Behavior (4): 282–288. ISSN 1090-5138. doi:10.1016/j.evolhumbehav.2008.02.003. Consultado em 15 de julho de 2022
17. ↑  Bröder, Arndt; Hohmann, Natalia (novembro de 2003). «Variations in risk taking behavior over the menstrual cycle». Evolution and Human Behavior (6): 391–398. ISSN 1090-5138. doi:10.1016/s1090-5138(03)00055-2. Consultado em 15 de julho de 2022
18. ↑  Chavanne, Tara J; Gallup, Gordon G (janeiro de 1998). «Variation in Risk Taking Behavior Among Female College Students as a Function of the Menstrual Cycle». Evolution and Human Behavior (1): 27–32. ISSN 1090-5138. doi:10.1016/s1090-5138(98)00016-6. Consultado em 15 de julho de 2022
19. ↑  Fessler, Daniel M.T. (dezembro de 2003). «Rape is not less frequent during the ovulatory phase of the menstrual cycle». Sexualities, Evolution & Gender (3): 127–147. ISSN 1479-2508. doi:10.1080/14616660410001662361. Consultado em 15 de julho de 2022
20. ↑  Pawłowski, Bogusław (Jun 1999). «Loss of Oestrus and Concealed Ovulation in Human Evolution». The University of Chicago Press. Chicago Journals. 40: pg 257-275. Consultado em 13 jul 2022